# Mimalloc
mimalloc ("me-malloc"으로 발음)은 성능 특성에 중점을 두고 마이크로스프트에서 개발한 자유-오픈 소스 범용 메모리 할당자이다. 라이브러리는 약 11000줄의 코드로 이루어져 있으며 C 표준 라이브러리의 malloc에 대한 드롭인 대체품으로 작동하며 추가 코드 변경이 필요하지 않다. mimalloc은 처음에 Lean 및 Koka 언어의 런타임 시스템용으로 개발되었다. 주목할만한 디자인 측면에는 free list sharding, eager page reset, first-class heaps 등이 포함된다. 동일한 프로그램에 연결된 다른 메모리 할당자와 같이 사용할 수 있다. mimalloc은 윈도우, Mac OS X, 리눅스 및 *BSD 에서 사용할 수 있다. 소스 코드는 MIT 라이선스로  배포되며 깃허브에서 볼 수 있다.

## 같이 보기
- C 동적 메모리 할당
- 수동 메모리 관리
- 동적 메모리 할당
- Hoard

## 추가 자료
- Leijen, Daan; Zorn, Benjamin; De Moura, Leonardo (2019). 《Mimalloc: Free List Sharding in Action》 (PDF). doi:10.1007/978-3-030-34175-6_13. ISBN 978-3-030-34174-9.